# Arbeitsgruppe Grundschulcomputer
Die Arbeitsgruppe Grundschulcomputer, bestehend aus Erziehungswissenschaftlern, studentischen Mitarbeitern  sowie Grundschullehrern, wurde 1986 unter der Leitung von  Hartmut Mitzlaff und Karl A. Wiederhold im Fachbereich Pädagogik der Universität (heute TU Dortmund) gegründet - mit dem Ziel durch wissenschaftliche Forschung und praktische Arbeiten die Möglichkeiten und Grenzen des Computereinsatzes im Grundschulunterricht deutscher Schulen zu erforschen. Die Arbeitsgruppe, die zu Beginn in der deutschen Pädagogik und Bildungspolitik auf erhebliche Widerstände und schroffe Ablehnung stieß (u. a. von Hentig 2002), gilt im deutschsprachigen Raum als „Pioniergruppe“ auf diesem Gebiet (Kochan, 1996, S. 136).
Im Laufe weniger Jahre konnte die Arbeitsgruppe ein weltweites Informationsnetz zu mehr als 200 vergleichbaren Forschungsgruppen knüpfen. Aus dieser internationalen Kommunikation, den theoretischen Überlegungen und dem Diskurs zwischen Schulpraxis und Wissenschaft ging 1988/89 die erste Praxisstudie zur Computernutzung in deutschen Grundschulen hervor (vgl. Mitzlaff und Wiederhold 1990). Zeitweilig unterhielt die Gruppe ein eigenes Informationsblatt mit dem Titel „Bildung und Computer“ (herausgegeben von Ursula Gies, Hartmut Mitzlaff und Karl A. Wiederhold, siehe Abbildung). Vor dem Hintergrund der zeitgenössischen Ablehnung der digitalen Medien im Grundschulunterricht der Bundesländer und der Negativbeschlüsse der Bund-Länder-Kommission für Bildungsplanung und Forschungsförderung (BLK) aus den Jahren 1985 und 1987 hörte die Arbeitsgruppe 1990 formell auf zu existieren. Zwischen 1992 und 2011 hat Mitzlaff in unterschiedlichen Gruppierungen und vor allem mit Studentinnen und Studenten die Forschungs- und Entwicklungsarbeiten an der Goethe-Universität Frankfurt, der Westfälischen Wilhelms-Universität Münster, der Universität Kassel, der Universität Duisburg-Essen sowie der Pädagogischen Hochschule Zentralschweiz fortgesetzt und ausgebaut (vgl. Mitzlaff 2007 und Schrackmann u. a. 2008).